# Svitlana Mankova
Svitlana Kostiantynivna Mankova (ukrainska: Світлана Костянтинівна Манькова; ryska: Svetlana Mankova, född den 1 december 1962 i Sverdlovsk i Sovjetunionen (nu Jekaterinburg i Ryssland), är en ukrainsk före detta sovjetisk handbollsspelare.
Hon ingick i det sovjetiska lag som tog OS-brons i damernas turnering i samband med de olympiska handbollstävlingarna 1988 i Seoul.